# Emil Wagner
Pour les articles homonymes, voir Wagner.
Emil Wagner, né le 2 décembre 1820 à Mewe, arrondissement de Marienwerder (de) et mort le 27 août 1888 à Dantzig, est un juriste et homme politique prussien. Il est membre du Parlement de Francfort de 1848 à 1849.

## Biographie
Wagner est né le 2 décembre 1820 à Mewe, près de Marienwerder, dans la province de Prusse-Occidentale. Après des études de droit à Berlin de 1840 à 1843, il commence sa carrière dans la justice comme assesseur auprès d'une cour d'appel régionale à Jastrow, avant de devenir juge en titre à Konitz puis Graudenz. Plus tard, il devient avocat et notaire à Marienwerder, où il reçoit en outre le titre de conseiller de justice (Justizrat). 
En 1849, il remplace Carl Ernst Rudolf von Gersdorff au Parlement de Francfort comme député de la 20e circonscription de la province de Prusse, représentant l'arrondissement de Deutsch Krone. Wagner prend ses fonctions le 17 mars mais, bien qu'il vote avec le centre-droit, ne rejoint aucun groupe parlementaire. En mars également, il se prononce pour l'élection du roi de Prusse Frédéric-Guillaume IV comme empereur des Allemands. Il quitte cependant Francfort le 18 mai. 
Il prend sa retraite en 1882 et s'installe à Dantzig, où il meurt le 27 août 1888 à 67 ans. 